# Candezea
Candezea es un género de escarabajos de la familia Chrysomelidae. En 1879 Chapuis describió el género. Contiene las siguientes especies:
- Candezea atomaria Fairmaire, 1893
- Candezea bicostata Weise, 1907
- Candezea flaveola Gerstaecker, 1855
- Candezea franzkrappi Wagner & Kurtscheid, 2005
- Candezea haematura Fairmaire, 1891
- Candezea irregularis Ritsema, 1875
- Candezea occipitalis Reiche, 1847